# 高橋一夫
高橋 一夫（たかはし かずお、1913年9月13日 - 2004年10月24日）は、日本の実業家。中部日本放送社長を務めた。愛知県出身。

## 経歴・人物
日本大学専門部法科に進学するも中退し、1951年に中部日本放送に入社した。
テレビ局営業部長、取締役、、常務、専務、副社長を経て、1987年6月から1993年6月までに社長を務めた。
また日本民間放送連盟副会長も務めた。
2004年10月24日呼吸不全のために死去。91歳没。